# إدوارد إستالن كامينجز
إدوارد إستالن كامينجز أو إي. إي. كامينجز (بالإنجليزية: E. E. Cummings)‏ (ولد في 14 أكتوبر 1894 - توفي في 3 سبتمبر 1962). هو شاعر أمريكي ورسام وكاتب ومؤلف وكاتب مسرحي. تشمل أعماله على ما يقرب من 2900 قصيدة وروايتي سيرة ذاتية إضافةً إلى أربع مسرحيات وكتب العديد من المقالات، فضلاً عن العديد من الرسومات واللوحات. وهو يعد من أبرز شعراء القرن العشرين.
غالبًا ما يُنظر إلى كامينجز على أنه واحد من أهم الشعراء الأمريكيين في القرن العشرين. يرتبط اسم كامينجز عادة بالشعر الحر الحديث. تنطوي كتابات كامينجز على تركيبات نحوية غير اعتيادية. ويستخدم إدوارد كامينجز في شعره أحرفًا صغيرة حتى في الضمير الشخصي، فيكتب (i) بدلًا من (I)، كما في عبارة «i shall go».

## حياته

### أولى سنوات حياته
وُلد إدوارد إستالن كامينجز في 14 أكتوبر من عام 1894 في مدينة كامبريدج بولاية ماساتشوستس الأمريكية، لإدوارد كامينغز الأب، وربيكا كامينغز (هاسويل كلارك قبل الزواج)، وهما زوجان موحّدان مشهوران في المدينة. كان والد كامينجز أستاذًا في جامعة هارفرد وأصبح فيما بعد معروفًا على الصعيد الوطني لشغله منصبَ كاهن الكنيسة الأبرشانية الجنوبية (الموحّدية) في مدينة بوسطن بولاية ماساتشوستس. اعتادت الأم، التي كانت تعشق قضاء الوقت مع أطفالها، أن تلعب الكثير من الألعاب مع ابنها إدوارد وشقيقته إليزابيث. دعم الأبوين كامينجز طفلهما الذي أظهر مواهب إبداعية استثنائية منذ نعومة أظفاره. كتب الطفل إدوارد كامجينز العديدَ من القصائد، ورَسَم العديد من اللوحات، واعتاد أن يلعب من أصدقاء الحي في الهواء الطلق. نشأ كامينجز بصحبة أصدقاء العائلة، كالفلاسفة ويليام جيمس وجوزيه رويس. قضى كامينجز العديد من عطل الصيف عند بحيرة سيلفر ليك في بلدة ماديسون في ولاية نيوهامبشير، حيث بنى والده منزلين على الشاطئ الشرقي للبحيرة. اشترت الأسرة في نهاية المطاف مزرعة جوي القريبة، حيث قضى كامينجز معظم عطل الصيف. عبّر كامينجز طوال فترة حياته عن ميوله المتسامية. انتقل كامينجز، بعد بلوغه سن الرشد، إلى علاقة «أنا وأنت» مع الرب. امتلأت يومياته بإشارات إلى «رب الخير»، بالإضافة إلى صلوات الاستلهام في شعره وفي أعماله الفنية (مثل «إلهي الخيّر، هل يمكنني أن أفعل شيئًا عظيمًا حقًا في يومٍ من الأيام. آمين»). صلّى كامينجز أيضًا «ليكون على صورته الأساسية (أصلّي لأكون أنا أنا – لا أصلي لأكون عظيمًا أو جيدًا أو جميلًا أو حكيمًا أو قويًا)، وصلّى أيضًا للتخفيف عن نفسه في أوقات الاكتئاب، فكتب: («الله القدير! أشكرك على روحي، وأدعوك ألّا أموت روحيًا وأتحول إلى عقل فقط إثر إصابتي بمرض الوحدة»)».
أراد كامينجز، منذ سنوات طفولته، أن يصبح شاعرًا، وكتب الشعرَ بشكل يومي، منذ سن الثامنة وحتى الثانية والعشرين، مستكشفًا أشكالًا عديدة للشعر. حصل كامينجز، في عام 1915، على درجة البكالوريوس في الآداب بدرجة شرف من جامعة هارفارد وحصل على العضوية الشرفية في جمعية فاي بيتا كابا للفنون المتحررة والعلوم، وحصل على درجة الماجستير في الآداب من نفس الجامعة في عام 1916. تطوّر عند كامينجز، خلال فترة دراسته في هارفارد، اهتمامًا بالشعر الحديث الذي تجاهل القواعد التقليدية وأسسَ النحو، وركّز على الاستخدام الديناميكي للغة. عمل كامينجز، بعد تخرجه، كبائع كتبٍ عند أحد التجار.

### خلال سنوات الحرب
في عام 1917، وخلال الحرب العالمية الأولى، جُنِّد كامينجز ضمن فيلق نورتون هارجس للإسعاف. التقى كامينجز، على متن قارب متّجه إلى فرنسا، بويليام سلاتر براون، الذي أصبح صديقًا له. لم يتلقّ كامينجز ولا براون أي مهمة عسكرية لمدة خمسة أسابيع، بسبب خطًا إداري، فقضيا هذه الفترة في استكشاف باريس، المدينة التي وقع كامينجز في حبها، وعاد إليها بعد انتهاء الحرب.
أرسل الكاتبان الشابان، أثناء خدمتهما في سلاح الإسعاف، إلى عائلتيهما رسائلَ لفتت انتباه الرقباء العسكريين. كان من المعروف أنّ الشابين يفضلان إمضاء وقتهما برفقة الجنود الفرنسيين عوضًا عن مرافقة زملائهم من سائقي سيارات الإسعاف. عبّر الاثنان عن آرائهما المناهضة للحروب بشكل علني، إذ تحدث كامينجز عن عدم كرهه للألمان. في 21 سبتمبر من عام 1917، وبعد خمسة أشهر من تكليفه بمهمة متأخرة، اعتُقل كامينجز مع ويليام سلاتر براون من قبل الجيش الفرنسي للاشتباه بعملهما بالتجسس وبأنشطة أخرى غير مرغوب بها. احتُجز الاثنان لمدة ثلاثة أشهر ونصف الشهر في مخيم اعقتال عسكري في منطقة ديبو دو ترياج في مدينة لافيرتي ماسيه داخل إقليم أورن في منطقة نورماندي الفرنسية.

## روابط خارجية
- إدوارد إستالن كامينجز على موقع IMDb (الإنجليزية)
- إدوارد إستالن كامينجز على موقع الموسوعة البريطانية (الإنجليزية)
- إدوارد إستالن كامينجز على موقع مونزينجر (الألمانية)
- إدوارد إستالن كامينجز على موقع ميوزك برينز (الإنجليزية)
- إدوارد إستالن كامينجز على موقع قاعدة بيانات برودواي على الإنترنت (الإنجليزية)
- إدوارد إستالن كامينجز على موقع إن إن دي بي (الإنجليزية)
- إدوارد إستالن كامينجز على موقع ديسكوغز (الإنجليزية)